# DHL

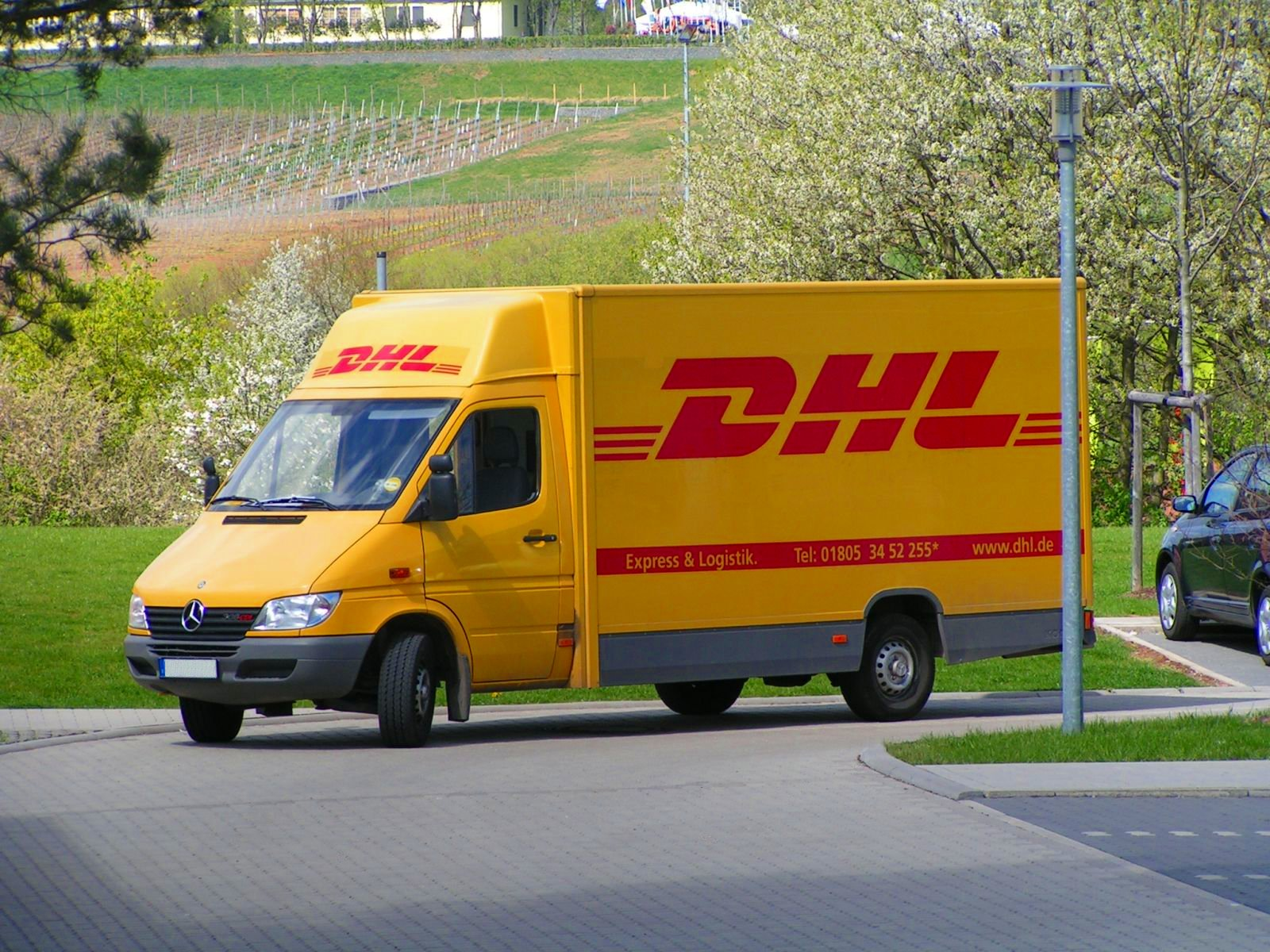
DHL-Zustellfahrzeug auf MB-Sprinter-Basis

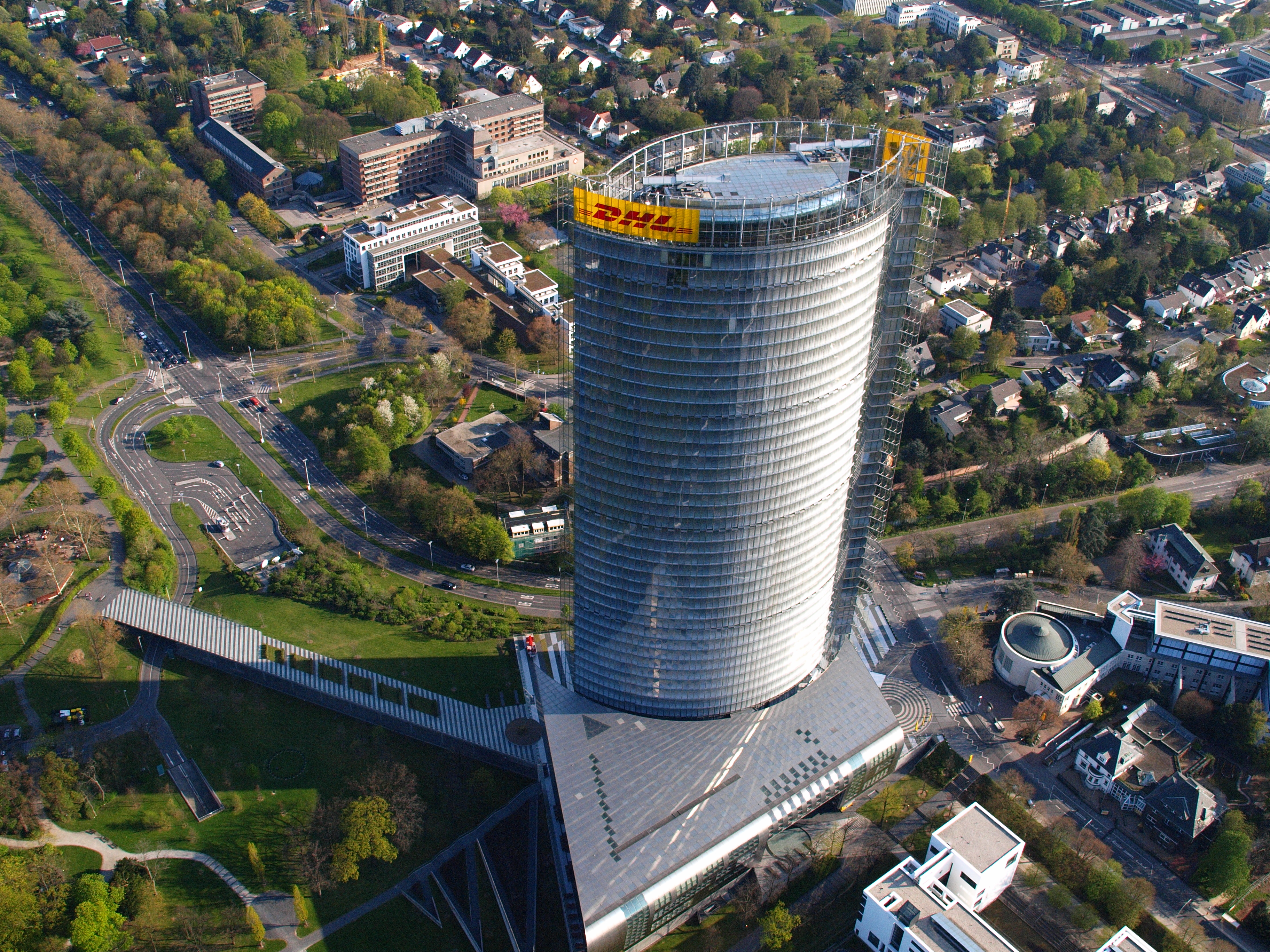
Post Tower in Bonn

Die DHL Paket GmbH ist ein deutscher Paket- und Brief-Express-Dienst. Seit 2002 steht das Unternehmen mit der Dachmarke DHL für verschiedene Tochtergesellschaften in den Geschäftsbereichen Express, Global Forwarding, Freight und Supply Chain sowie den Produkten Paket und eCommerce des Konzerns DHL Group. Gegründet wurde das Unternehmen 1969 in San Francisco von Adrian Dalsey, Larry Hillblom und Robert Lynn; die Anfangsbuchstaben der Nachnamen ergeben den Unternehmensnamen.

## Geschichte

Altes Logo von DHL Worldwide Express

Der Name DHL geht auf die Anfangsbuchstaben der Nachnamen von Adrian Dalsey, Larry Hillblom und Robert Lynn zurück, die das Unternehmen 1969 in San Francisco gründeten. Die Gründer brachten Frachtpapiere von Schiffen per Flugzeug von San Francisco nach Honolulu. Die Verzollung der entsprechenden Schiffsladungen konnte so vor dem tatsächlichen Eintreffen der Schiffe beginnen. Die Geschäftsidee, die Warenbegleitpapiere vor dem eigentlichen Warentransport zu versenden, begründete den Erfolg dieses Expressdienstes.
Das Unternehmen expandiert seit den 1990er-Jahren, zu Beginn in die Nachbarstaaten Kanada und Mexiko, später dann auch nach Europa. Zum Ende des Jahres 2001, vor der Übernahme durch die deutsche Post, betrat DHL erstmals den deutschen Markt und eröffnete zwei Packstationen in Dortmund und Mainz.
Nachdem 1995 die Deutsche Bundespost privatisiert und damit zur Deutschen Post AG wurde, begann das Unternehmen international zu expandieren. Im Jahr 2002 übernahm es den US-amerikanischen Konzern DHL Worldwide Express und mit ihr die DHL Aviation. Nach der Übernahme wurden die Marken DHL Worldwide Express und Deutsche Post EuroExpress zu einer gemeinsamen Marke DHL Express zusammengefasst. Das ursprünglich weinrote Logo auf weißem Grund der ehemaligen DHL Worldwide Express wurde durch ein hellrotes Logo auf gelbem Grund mit stärkerer Kursivsetzung und schmaleren Streifen, passend zum Corporate Design der Deutschen Post, ersetzt. Seit 2004 tritt die internationale Geschäftspost der Deutschen Post als DHL Globalmail auf und ist damit das fünfte Geschäftsfeld unter dem gelb-roten DHL-Logo.
Unter dem Namen DHL Aviation unterhält DHL weiterhin eine Tochtergesellschaft mit Sitz in Brüssel, die entsprechende Lufttransportkapazitäten bereitstellt, bzw. Tochtergesellschaften wie die DHL Air UK in Großbritannien oder die DHL Aero Expreso in Südamerika. Außerdem unterhält DHL unter dem Namen European Air Transport Leipzig eine früher von DHL Worldwide Express betriebene eigene Frachtfluggesellschaft mit Sitz in Schkeuditz.
2008 wurde das europäische Luftfrachtdrehkreuz vom Flughafen Brüssel-Zaventem zum Flughafen Leipzig/Halle verlagert, womit dieser das dritte global operierende DHL-Drehkreuz neben dem Hong Kong International Airport in China und dem Flughafen Cincinnati in den Vereinigten Staaten von Amerika wurde.
Im Sommer 2008 sorgte DHL in den USA mit der Absicht, ihr defizitäres Lufttransport-Geschäft in den USA an den Konkurrenten UPS mit der Tochtergesellschaft UPS Airlines abtreten zu wollen, für Schlagzeilen. Damit gerieten DHL und ihre Konzernmutter, die Deutsche Post AG, 2008 auch in den US-amerikanischen Präsidentschaftswahlkampf. Mindestens 10.000 Arbeitsplätze, vor allem im Bundesstaat Ohio, standen auf der Kippe.
2010 nahm die Frachtfluggesellschaft European Air Transport Leipzig mit Sitz in Schkeuditz den Betrieb auf. Sie leistet den Hauptanteil der vom Flughafen Leipzig/Halle ausgehenden DHL-Frachtflüge, während die 2009 zusammen mit Lufthansa Cargo gegründete Frachtfluggesellschaft AeroLogic einen Teil der Langstreckenflüge übernimmt.
Im Dezember 2013 erhielt DHL erhöhte Medienaufmerksamkeit mit dem Projekt „Paketkopter“, bei dem das Unternehmen die Zustellung von Medikamenten mit einem ferngelenkten Fluggerät testete. Mit einem Quadrocopter wurde ein Paket von einer Apotheke zur DHL-Konzernzentrale in Bonn über den Rhein geflogen. Es handelte sich um einen Testflug, ohne konkrete Pläne für einen Einsatz bei der regulären Paketzustellung. Zwischen September und Mitte Dezember 2014 gab es einen längeren Testbetrieb des Paketkopters mit knapp 40 Flügen zur Insel Juist, der von DHL als erfolgreich bewertet wurde. Im August 2021 berichtete die Presse, dass DHL die Entwicklung des Paketkopters eingestellt habe.
Im März 2025 kündigte DHL an, rund 8.000 Arbeitsplätze im nationalen Brief- und Paketgeschäft abzubauen, welches bis Juli 2025 vollzogen wurde.

## Konzernstruktur

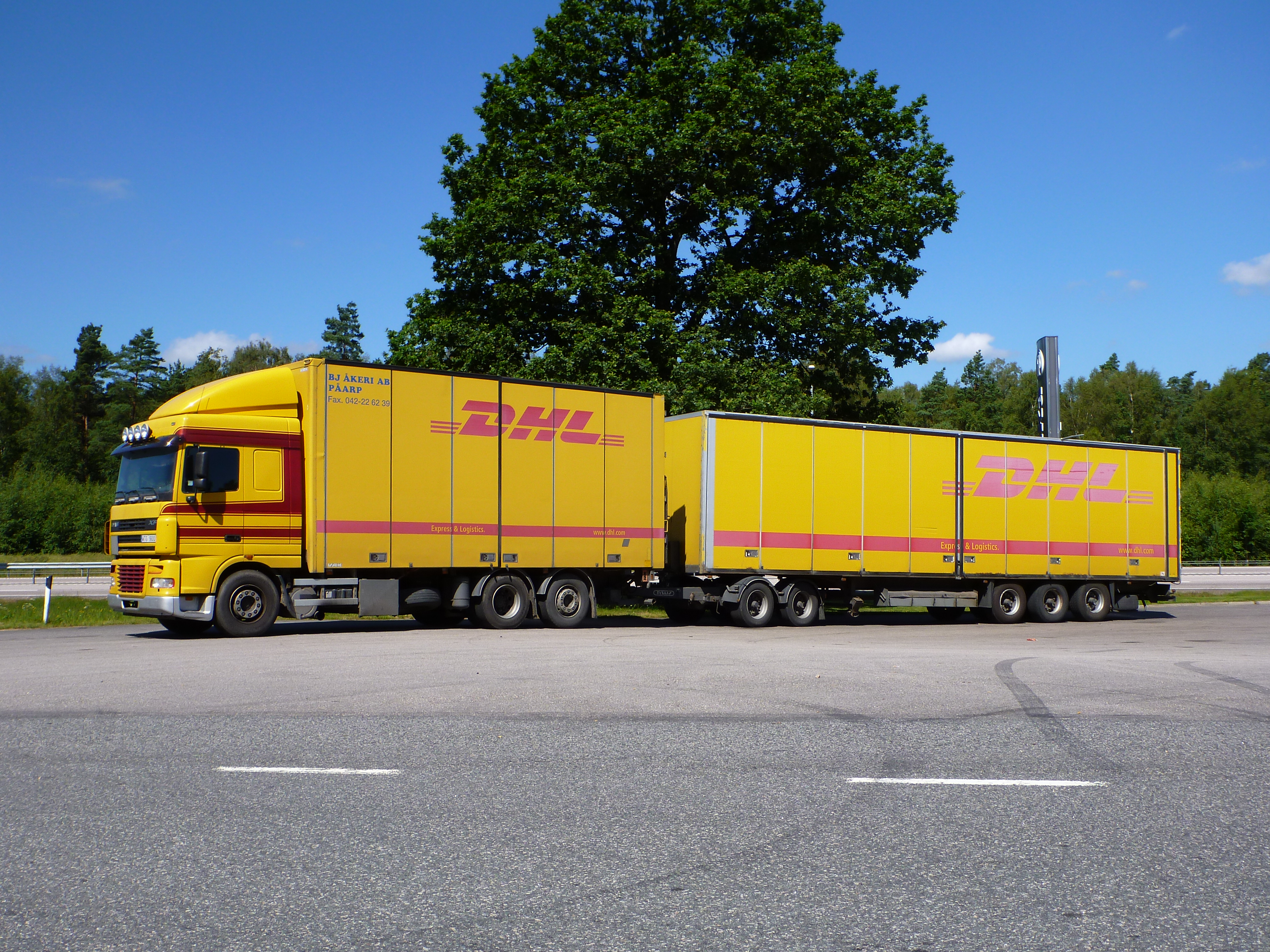
DHL-Lastzug in Schweden

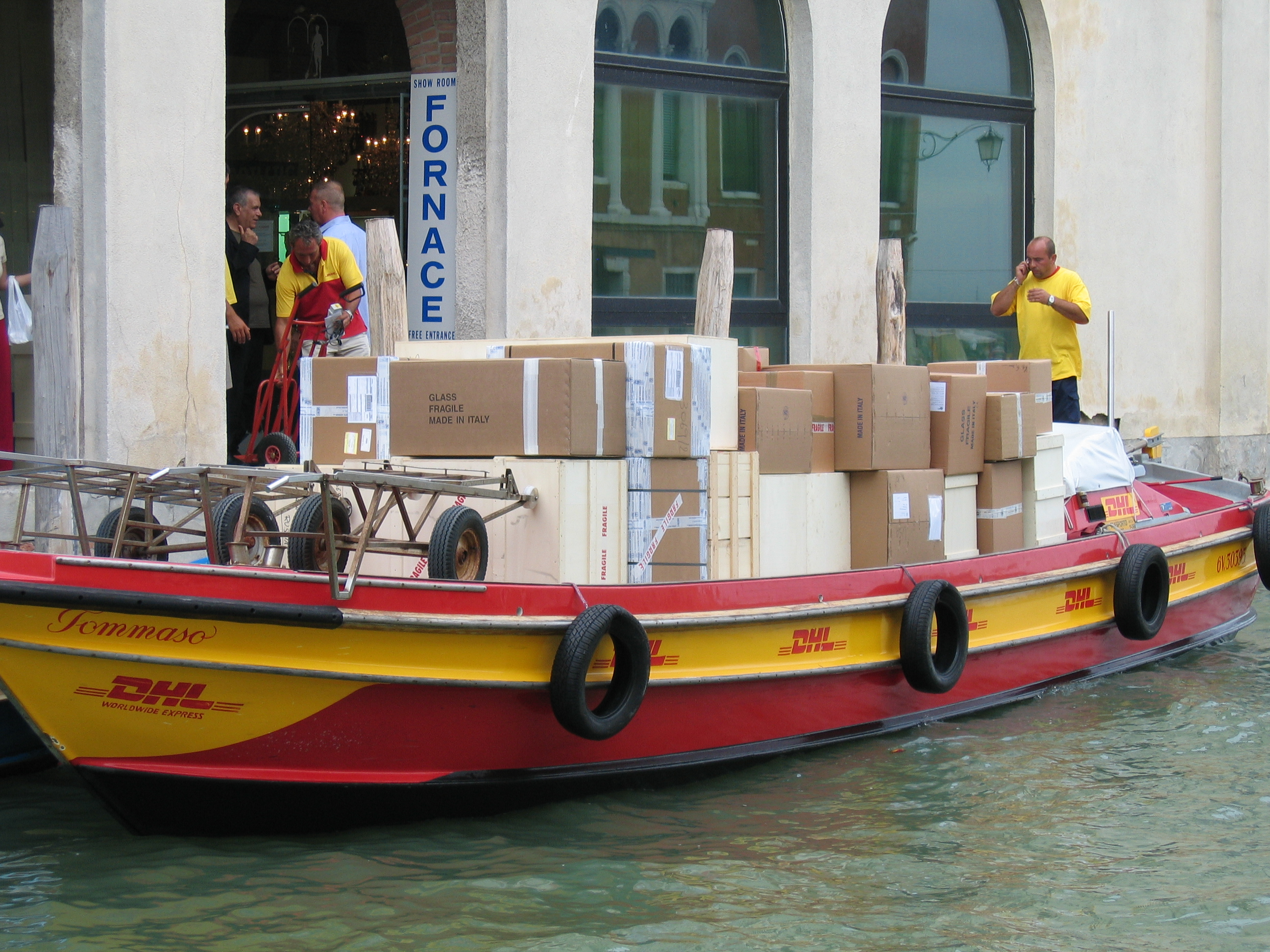
Ein DHL-Boot in Venedig

Das gesamte Fracht- und Express-Geschäft der „Deutsche Post DHL Group“ wird mittlerweile unter dem Markennamen DHL betrieben. Mit der Übernahme des britischen Logistikdienstleisters Exel 2005 wurde das Unternehmen umstrukturiert, in diese drei Bereiche:
- DHL Express (Kurier- und Expressdienste im Asien-Pazifik-Raum, Europa, EEMEA, internationale Expressdienstleistungen in den USA)
- DHL Global Forwarding/DHL Freight (Luft- und Seefrachtgeschäft, früher DHL Danzas Air & Ocean; Landverkehr-Speditionsgeschäft)
- DHL Supply Chain (Geschäft mit Logistiklösungen für Großkunden – Lieferkettenmanagement, Kontraktlogistik usw.)

DHL Paket GmbH (Paketdienstleistungen in Deutschland) und Global Mail (grenzüberschreitender Brieftransport, Briefdienstleistungen in Inlandsmärkten außerhalb Deutschlands) zählen organisatorisch zum Unternehmensbereich Post & Paket Deutschland.
Mittlerweile ist DHL in Deutschland mit 36 Paketzentren und zusammen mit der Deutschen Post mit 26.000 Servicepunkten, davon 13.000 Postfilialen, 2.300 Verkaufspunkten und 10.500 Paketshops, sowie mit über 13.000 Packstationen vertreten.
Bis zum September 2018 wurden 27 Länder in das DHL Parcel Europe Netzwerk integriert, darunter auch die Schweiz.
Im Juni 2019 eröffnete DHL Express Austria  am Flughafen Linz in Hörsching ihr größtes österreichisches Paketlogistikzentrum. Anfang 2019 gab DHL seinen überraschenden Rückzug aus Österreich bekannt, dadurch wurde die DHL Paket Austria mitsamt ihren Immobilien an die Österreichische Post verkauft, die auch seit dem 1. August 2019 die Zustellung von DHL-Standardpaketen in Österreich übernimmt.

### DHL Aviation

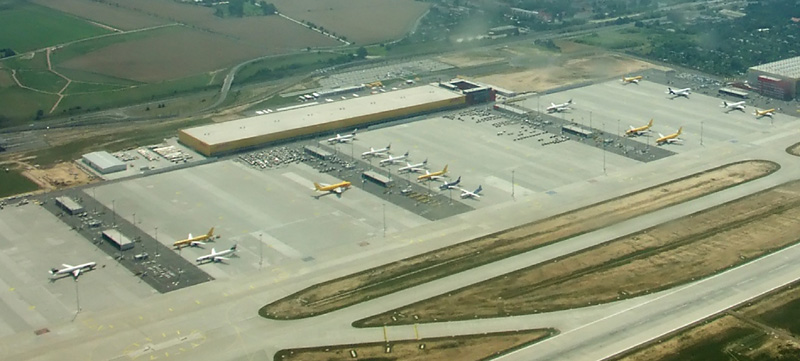
DHL-Hub am Flughafen Leipzig/Halle

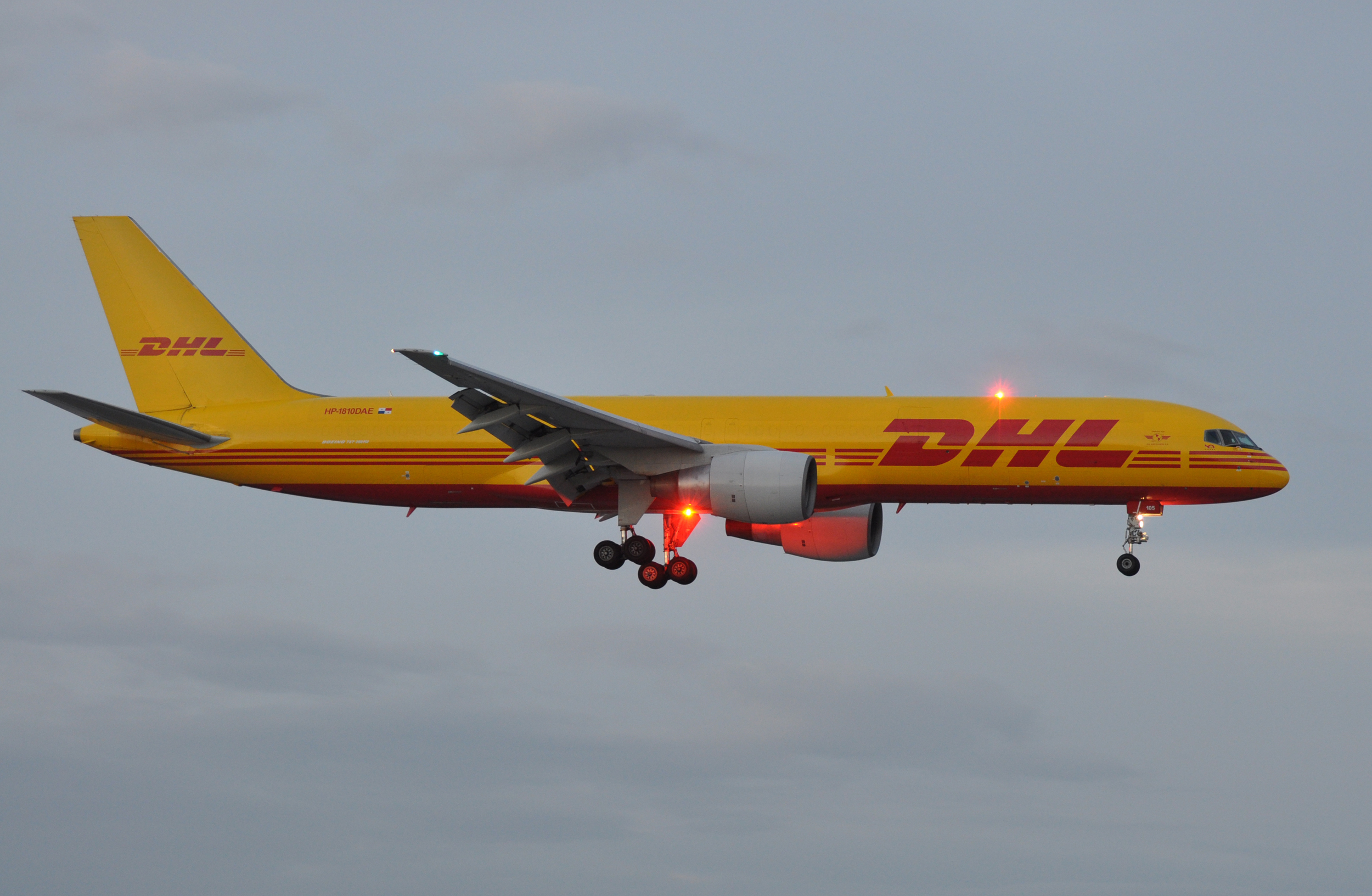
DHL Aero Expreso Boeing 757-200F

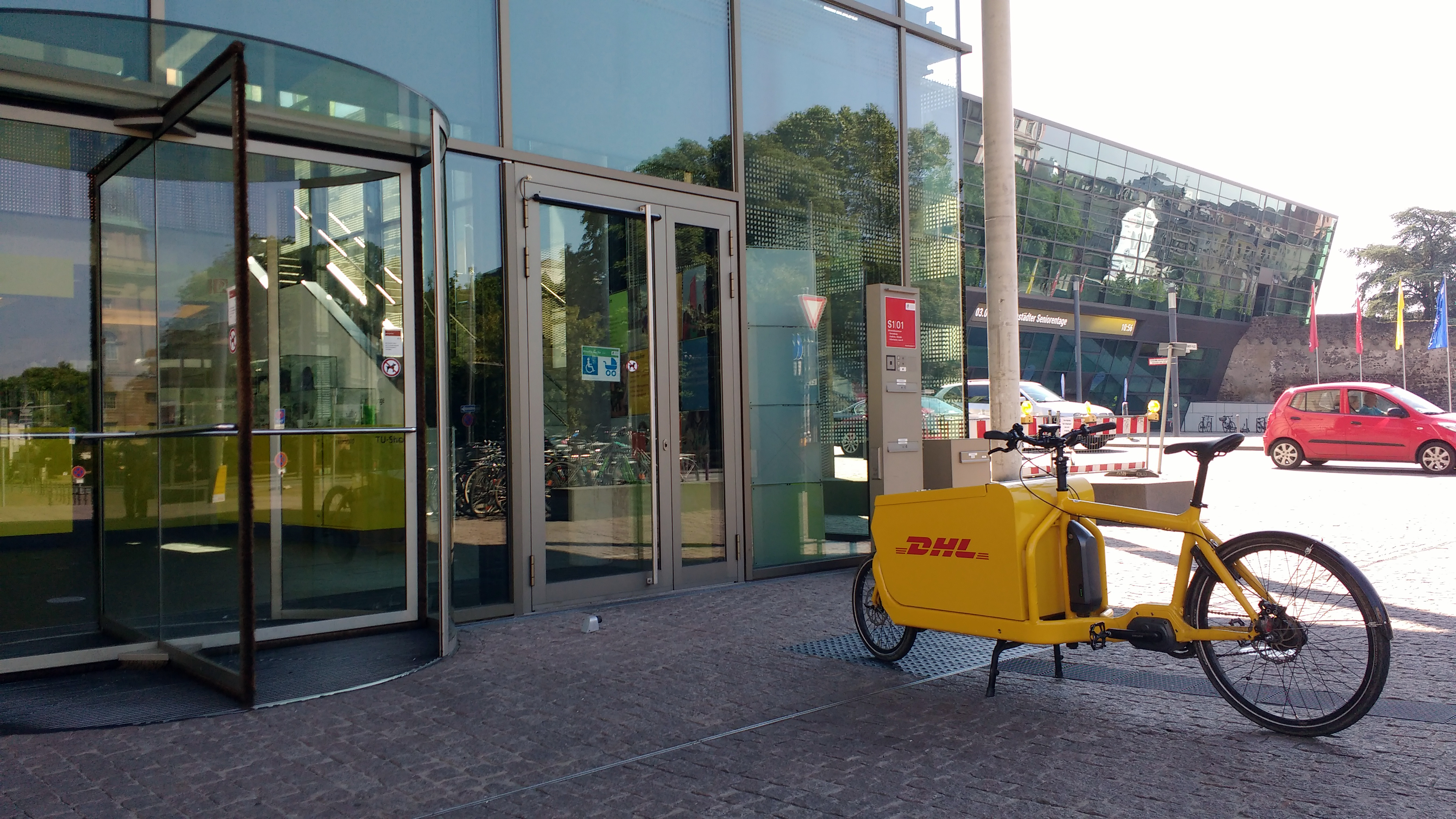
Lastenfahrrad von DHL vor dem Haupteingang der Technischen Universität Darmstadt

Die Deutsche Post besitzt fünf Airline-Tochtergesellschaften, die für DHL Express tätig sind. Sie verfügt über 250 Flugzeuge und weitere 21 Flugzeuge auf Bestellung, die zusammen als DHL Aviation bezeichnet werden:
- Blue Dart Aviation (Chennai, Indien) bietet Dienstleistungen für indische Ziele von Chennai International Airport an
- DHL Aero Expreso (Panama-Stadt, Panama) bietet Dienstleistungen für Ziele in Mittel- und Südamerika an
- DHL Air UK (Hounslow, Vereinigtes Königreich) bietet Dienstleistungen für europäische Ziele von East Midlands Airport
- European Air Transport Leipzig (Leipzig, Deutschland) bietet Dienstleistungen für europäische Ziele vom Flughafen Leipzig/Halle an
- AeroLogic (Schkeuditz, Deutschland) bietet Dienstleistungen zu zentral- und ostasiatischen Zielen von den Flughäfen Leipzig/Halle und Frankfurt Main an.

DHL Express ist zudem gleichberechtigter Partner einer sechsten Fluggesellschaft, die für DHL Express tätig ist:
- SNAS/DHL (Bahrain) ist verantwortlich für den Nahostverkehr.

## Kritik
Das ZDF-Magazin WISO berichtete in seiner Sendung vom 31. Oktober 2011 von Lohndumping bzw. von einseitig für den Zusteller nachteiligen Vergütungssystemen. Durch unangemessen hohe Arbeitsbelastung seien die Zusteller zu langer Arbeitszeit von bis zu 14 Stunden täglich gezwungen. Wie auch bei anderen Paketdiensten üblich, vergibt die DHL einen Teil ihrer Zustellung an Subunternehmer („Service-Partner“). Diese beschäftigen wiederum teils selbständige Zusteller. In manchen Großstädten wie beispielsweise München führte dies zeitweise zu erheblichen Ausfällen bei der Zustellung; die Pakete mussten von den Empfängern regelmäßig in den Filialen abgeholt werden.
Im Jahr 2011 arbeitete der Journalist Reinhard Schädler für eine NDR-Dokumentation drei Wochen Undercover als Paketsklave in der Reihe 45 Min unter einem Pseudonym für einen Service-Partner von DHL in Hamburg. Der Film übt massive Kritik an den Arbeitsverhältnissen der Zusteller. Nach der Folgeausgabe 45 Min: Immer noch ausgebeutet – Die Paketsklaven trennte sich DHL von dem Subunternehmer zum 31. März 2012 für die entsprechenden Bezirke in Hamburg.
Günter Wallraff prangerte die Arbeitsbedingungen bei Paketdiensten im Jahr 2014 in Die Lastenträger an. Diese Thematik wurde auch in der Sendung Neo Magazin Royale im Jahr 2018 behandelt, welche explizit auf das Subunternehmer-Modell einging.
Im Jahr 2004 wurde in einem Test der Stiftung Warentest der Paketdienst mit „befriedigend“ bewertet. Kritisiert wurden dabei die Preisgestaltung sowie die umständlichen AGB. Der Test wurde im Jahr 2010 wiederholt mit dem gleichen Ergebnis, allerdings soll die Laufzeit der Pakete verkürzt worden sein. Im Jahr 2014 wurde DHL bei der zweiten Wiederholung Testsieger.
Wie Der Spiegel im Juni 2021 berichtete, beschlagnahmten Steuerfahnder bei der italienischen Landesgesellschaft des Logistikkonzerns mehr als 20 Millionen Euro. Der Vorwurf laute auf Steuerbetrug im großen Stil. Durch ein Konstrukt von Subunternehmen, fiktiven Arbeitsverträgen und nicht existierenden Rechnungen seien Mehrwertsteuer und Sozialversicherungsbeiträge nicht abgeführt worden. DHL, obwohl namentlich nicht erwähnt, habe die Ermittlungen bestätigt und erklärt, mit den Staatsanwaltschaften zu kooperieren.
2023 erhielt die Deutsche Post DHL Group den Datenschutz-Negativpreis Big Brother Award in der Kategorie Verbraucherschutz bereits zum zweiten Mal, weil „sie die Technik ihrer Packstationen so umgestellt [hat], dass man dort kein Paket mehr abholen kann ohne Smartphone und die Nutzung der Post & DHL App“. Die Jury begründete ihre Entscheidung überdies damit, dass die Post & DHL App ungefragt Daten an Tracking-Unternehmen sendet und dass die Ersetzung von Postfilialen durch Paketstationen einen „Versuch, sich den Pflichten der Grundversorgung bei der Briefzustellung zu entziehen“ darstelle.
Im Juli 2025 kritisierte die Vereinte Dienstleistungsgewerkschaft den Abbau von 8.000 Arbeitsplätzen im gleichen Jahr aufgrund dadurch erhöhten Arbeitspensums für die Zusteller sowie bereits existierenden Personalmangels. In einigen Regionen seien die Zustellquoten über Wochen hinweg „unterirdisch schlecht“ gewesen.

## Sonstiges

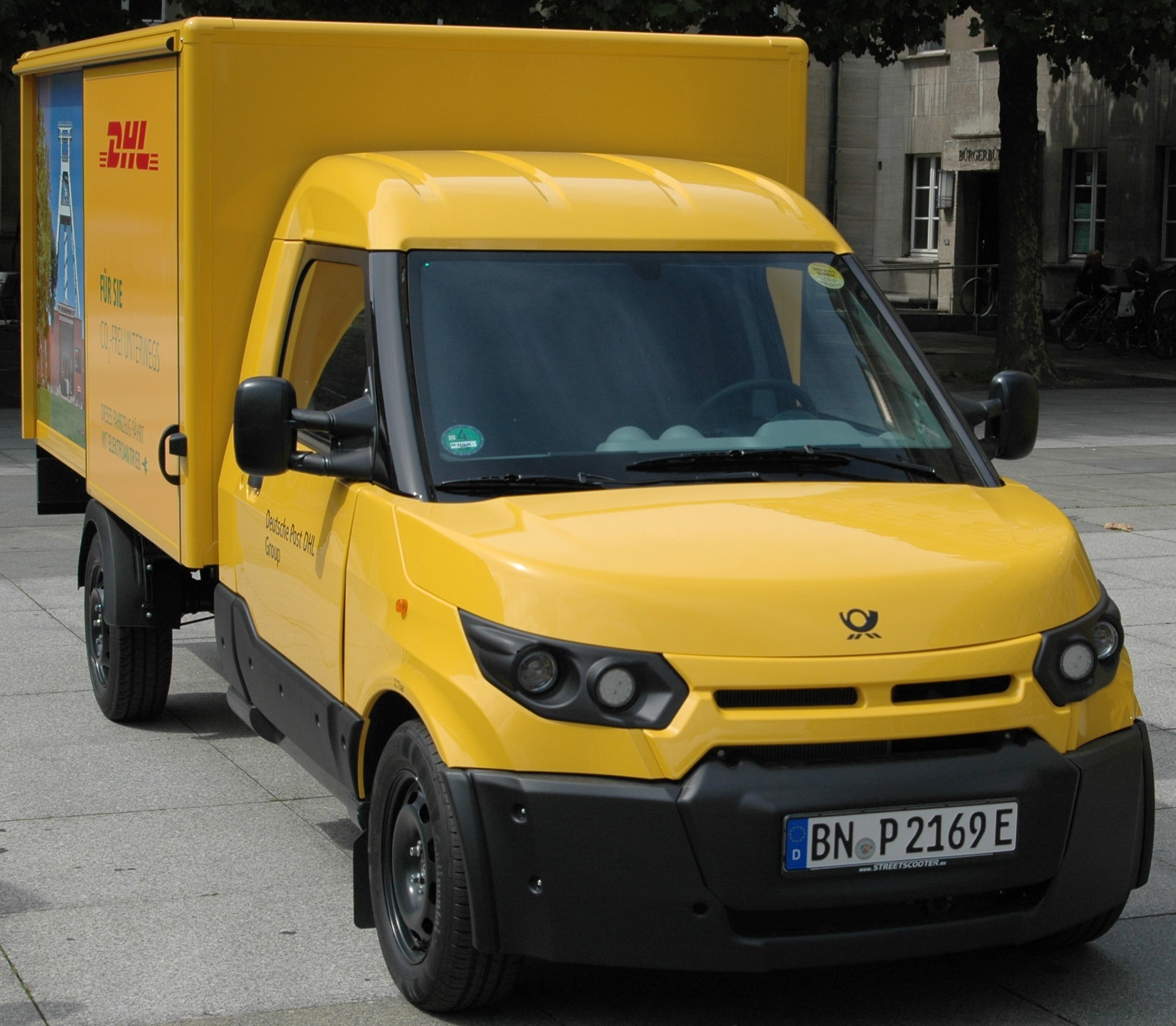
StreetScooter Work L

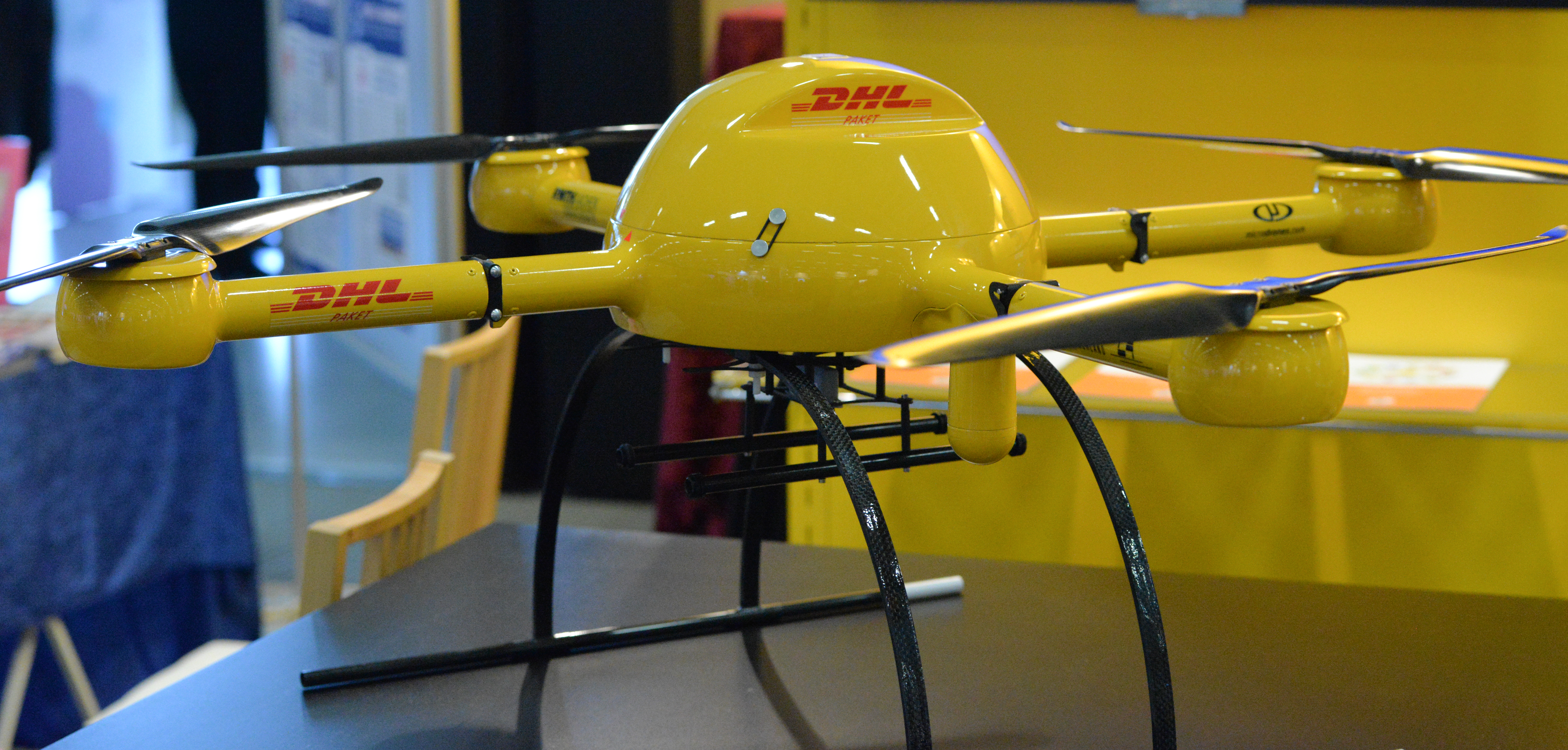
DHL-Paketdrohne

### Klimaschutz
DHL plant, bis 2050 alle logistikbezogenen Emissionen auf Null zu reduzieren. Diesem Zweck sollten klimaneutrale Neubauten, der Ausbau der E-Flotte, des Schienentransports und des Packstationen-Netzes sowie, ab 2022, ein erweitertes Angebot an CO2-reduzierten Paketprodukten dienen.
Im Januar 2022 gab DHL bekannt, sich aus der Produktion von Elektrofahrzeugen zu verabschieden. Die Produktionsrechte für den sogenannten Streetscooter wurden an das Luxemburger Firmenkonsortium Odin Automotive verkauft, das den Elektrolastkraftwagen weiterbauen wird, woraufhin Streetscooter in B-ON GmbH umfirmiert wurde. Auch die Streetscooter-Tochterfirmen in Japan und der Schweiz wechseln den Eigentümer.

### Sponsoring
Seit 2004 ist DHL offizieller Logistikpartner der Formel 1. Darüber hinaus sponsert das Unternehmen den DHL Fastest Lap Award und würdigt damit den Fahrer, der während der Weltmeisterschaft der FIA am häufigsten die schnellste Rundenzeit aufstellt. Zuvor war DHL zwischen 2000 und 2002 Hauptsponsor des Rennstalls Jordan und des Großen Preises der Türkei 2011.
Ab der Saison 2011/12 trug der englische Fußballclub Manchester United auf der Trainingsbekleidung das Logo von DHL und erhielt dafür bis 2015 etwa 45 Millionen Euro.
Besonders aktiv ist DHL sowohl national als auch international als Sponsor im Rugby. Seit 2011 tritt das Unternehmen als Hauptsponsor der Stormers und weiterer Mannschaften aus Kapstadt auf sowie seit 2014 als Hauptsponsor der Harlequins aus London. Des Weiteren ist DHL offizieller Trikotsponsor der Rugby-Nationalmannschaften von Deutschland und Kanada, sowohl im klassischen Fünfzehner-Rugby, als auch im olympischen Siebener-Rugby.
Außerdem ist DHL durch eine Partnerschaft mit der ESL auch im eSports Bereich aktiv und agiert als Sponsor für verschiedene Counter Strike Global Offensive Events, die von ESL veranstaltet werden.

### Unterstützte Projekte
Seit 2003 unterstützt DHL die Surf Life Saving Australia, seit 2006 die Büros der Amtes der Vereinten Nationen für die Koordination humanitärer Angelegenheiten (OCHA) mit Disaster Response Teams zur logistischen Abwicklung von Hilfsgütern in den Bestimmungsflughäfen. Die Partnerschaft mit den Vereinten Nationen umfasst auch das Schulungsprogramm „Get Airports Ready for Disaster“ (GARD). Es wurde gemeinsam mit dem Entwicklungsprogramm der Vereinten Nationen (UNDP) im Jahr 2009 gestartet und bereitet das Flughafenpersonal und Mitarbeiter von Katastrophenschutzbehörden auf die logistischen Herausforderungen nach einem Katastrophenfall vor.
Im Bereich Bildungsförderung besteht seit mehreren Jahren eine Partnerschaft mit Teach For All sowie mit den SOS-Kinderdörfern.